# 1907年婚姻訴訟法令
《1907年婚姻訴訟法令》（英語：Matrimonial Causes Act 1907）是英國國會的一項法令，旨在綜合先前有關向分居及離婚女性支付贍養費的法例。制定該法令是為了應對母親及其子女貧窮的一個原因，即婚姻破裂。對「母職基金」（endowment of motherhood）的資助也有所增加。

## 備註
1. ↑  Foundations of the Welfare State by Pat Thane